# Adolfo de Waldeck
Adolfo de Waldeck (1250 - † Lieja, 13 de diciembre de 1302) fue conde de Waldeck entre 1270 y 1276, y príncipe-obispo del principado de Lieja de 1301 a 1302.

## Biografía
Adolfo II era el hijo mayor del conde Enrique III de Waldeck y de Mectildis de Cuijk-Arnsberg. En 1270 sucedió a su abuelo el conde Adolfo I de Waldeck. Pactó con su hermano pequeño Otón I de Waldeck que el que se casara con Sofía de Hesse, hija del landgrave Enrique I de Hesse, se convertiría en conde. Cumplió con la palabra dada y abdicó en 1276 para elegir una carrera eclesiástica: canónigo en Lieja, preboste en Tréveris y Utrecht. El 1 de septiembre de 1301 fue elegido príncipe-obispo de Lieja.
Su episcopado fue bastante corto y se desarrolló en un período muy turbulento tanto en Lieja como en los feudos vecinos, el ducado de Brabante y el condado de Flandes (batalla de las espuelas de oro), cuando el tercer estado empezó a sublevarse. En el principado, Huy y Fosses-la-Ville hubo insurrecciones el mismo año y las fuerzas obispales tuvieron que restablecer el orden.
El papa Bonifacio VIII dictó una bula contra la usura. Al ver el poco celo de los concejales de la ciudad que parecían proteger a los lombardos, Adolfo habría intervenido personalmente con una su milicia para atraparles fuera de la villa. Según ciertas fuentes, habría muerto envenenado por lombardos.

### Citas
1. 1 2  Mélard, Claude (30 de enero de 2014). «Les luttes internes et le triomphe de la démocratie». La principauté de Liège Essai de chronologie (en francés). Archivado desde el original el 25 de marzo de 2014. Consultado el 25 de marzo de 2014.
2. ↑  «Genealogie-Mittelalter». Deutschen Reich bis zum Ende der Staufer (en alemán). Archivado desde el original el 2 de febrero de 2008. Consultado el 25 de marzo de 2014.
3. ↑  Constant van Hasselt, André Henri (1844). «L’Univers: histoire et description de tous les peuples: Belgique et Hollande». Liège – citations (en francés). Consultado el 25 de marzo de 2014.